# Blakistonia parva
Blakistonia parva is een spinnensoort uit de familie van de valdeurspinnen (Idiopidae). De wetenschappelijke naam van de soort werd voor het eerst geldig gepubliceerd in 2018 door Sophie E. Harrison, Michael Gordon Rix, Mark Stephen Harvey en Andrew Donald Austin.
De soort komt voor in Australië.